# 維羅納斷崖
维罗纳断崖（英語：Verona Rupes）是天卫五上的一段悬崖，先前的高度估计在5公里至10公里之间，但在2016年的最新推測中有20公里高，是太阳系中已知的最高悬崖。該懸崖以莎士比亞的作品《羅密歐與茱麗葉》的背景城市维罗纳命名。
该悬崖可能是在一次剧烈撞击中形成的，该次撞击使得天卫五星体被击碎，而后碎片又重新聚集。另有观点认为该地形是在星体的地壳裂谷活动中形成的。

## 其他
因為天衛五表面重力極低，如有一物體從崖頂落下，該自由落體必須要經過12分鐘才會以時速200公里到達崖底。相較之下，在地球的自由落體在不考慮空氣阻力下只需落下160公尺，6秒即可到達這個速度。

## 外部連結
- Gazetteer of Planetary Nomenclature Miranda（页面存档备份，存于）
- 維羅納斷崖：太陽系最高的懸崖  每日一天文圖（成大物理分站），2007年7月23日